# Henning von Qualen
Henning von Qualen (1703 – 5. august 1785) var gehejmekonferensråd og provst for Kloster Uetersen i Holsten.

## Biografi
Han var søn af fyrstelig eutinsk hofmester Heinrich von Qualen og Magdalene f. Buchwald, udnævntes 1731 til kammerjunker, først hos Markgrevinden af Kulmbach og fra 1733 hos Kongen, ansattes 1739 som auskultant ved General-Landets-Økonomi- og Kommercekollegiet og blev 1741 deputeret i samme. 1743 udnævntes han til hofmester for Prinsesse Louise, der 1749 blev gift med hertug Ernst Frederik 3. af Sachsen-Hildburghausen. 1740 blev han Maître des requêtes, fik 1745 det hvide bånd og 1750 l'union parfaite. 1751 fratrådte han sin stilling i Kollegiet og udnævntes til overpræsident i Altona. Året efter blev han gehejmeråd, 1763 landråd og 1757 klosterprovst i Uetersen. 1766, da han forlod Altona, blev han gehejmekonferensråd og udnævntes til overlanddrost i Oldenburg og Delmenhorst, overforstander for klosteret Blankenburg og hospitalet i Hoffwührden. Ved grevskabernes afståelse 1773 fik han Elefantordenen. Qualen tog 1771 ophold i Uetersen og døde her 5. august 1785.
Han var gift med Sophie Hedevig f. Rathlou (11. juni 1711 – 13. maj 1747), datter af gehejmeråd Christian Rathlou og Dorothea Sophie f. Schack.